# アレクサンダー・アブッシュ

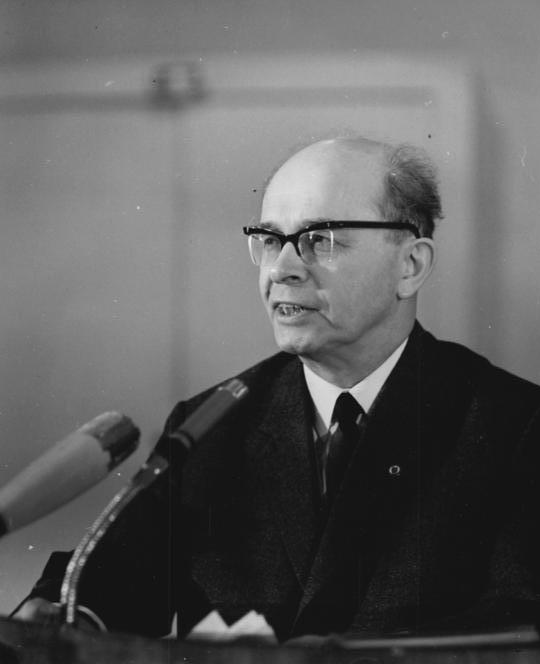
1966年撮影

アレクサンダー・アブッシュ（独: Alexander Abusch、1902年2月14日 - 1982年1月27日）は、ドイツのジャーナリスト、作家、政治家。
クラクフに生まれた。ユダヤ系。1918年にドイツ共産党（KPD）に入党し、機関紙の編集を担当。1937年にパリに亡命し、トゥールーズを経て1941年にメキシコへ逃れ、自由ドイツ運動に加わった。1948年から1950年にかけてドイツ社会主義統一党の一翼を担い、1958年から1961年にかけてドイツ民主共和国（旧東ドイツ）の文化相を務めた。東ベルリンにて没。